# ビルマ連邦国民連合政府

ビルマ連邦国民連合政府
ပြည်ထောင်စု မြန်မာနိုင်ငံ အမျိုးသား ညွန့်ပေါင်းအစိုးရ

国歌: ကမ္ဘာမကျေ（ビルマ語）
世界の終わりまで

ロックヴィル

ビルマ連邦国民連合政府（ビルマれんぽうこくみんれんごうせいふ、英語：National Coalition Government of the Union of Burma、略称：NCGUB）は、かつてアメリカ・メリーランド州のロックヴィルに存在したミャンマー（ビルマ）の亡命政府。軍事政権による民主化運動弾圧に対抗するため、1990年の総選挙で選出された人民議会の議員によって1990年に樹立された。2011年以降にミャンマーで政治体制の民主化（ミャンマー民主改革）が進んだことを受け、本国での民主化運動へ合流する目的で2012年に解散した。

## 歴史
ミャンマーでは1974年からビルマ連邦社会主義共和国による一党独裁体制が続いていたが、ネ・ウィン将軍の独裁に対する反発から1988年3月に大衆運動（8888民主化運動）が発生した。これを受け、同年7月にネ・ウィンはビルマ社会主義計画党（BSPP、マサラ）の議長職を退き、1962年以来続いてきたネ・ウィンの独裁政治は終わりを告げた。しかし、大衆運動によって国内が騒乱状態となっていたことから、同年9月18日に、ネ・ウィンのもとでビルマ軍参謀長を務めていたソウ・マウン将軍がクーデターを決行し、1974年に制定されたビルマ連邦社会主義共和国憲法の停止と、国家法秩序回復評議会（SLORC）の設置を行なった。SLORCは自らを民政移管までの暫定政権と規定し、反体制運動を武力で取り締まる一方、複数政党制の導入と国民議会（人民議会）総選挙の実施を公約した。そのため、民主化を求める国民民主連盟（NLD）はアウン・サン・スー・チーを書記長とするなど活動を活発化させたが、SLORCは1989年7月にNLDのティン・ウ議長とアウン・サン・スー・チー書記長を「国家破壊法違反」として自宅に軟禁し、政治活動も禁止した。
その後、反体制運動取締りの中で、SLORCは1990年5月27日に国民議会の総選挙を実施したが、結果は野党のNLDが議席（485議席）の8割以上（392議席）を獲得する圧勝となった。NLDは政権移譲と国民議会の早期開催を求めたが、逆にSLORCは新憲法制定（政治体制の確立）を政権委譲より優先させるべきとの判断から、国民議会の招集を拒否すると同時に、当時各地で生じていた国内少数民族の反政府武力闘争の鎮圧作業を行った。また、SLORCは「布告第九十／一号」を発令し、SLORCの方針に反発する野党党員逮捕や当選議員の資格剥奪などを行なうことで主にNLDの抵抗を抑えた。そのため、国民議会の反SLORC勢力は1990年12月に密かに国民議会を召集し、450人中250人が集う中、議会議員及び SLORC と内戦を繰り広げていた反政府ゲリラ勢力、カレン民族同盟の支持を受けて、同月18日にビルマ連邦国民連邦政府（NCGUB）を公式に結成するに至った。その際、政府元首として、アウン・サン・スー・チーの従兄弟たるセイン・ウィン（Sein Win）が首相職に任命された。しかし、NLDはNCGUB設立に関わったNLD議員8人を除名した。
新憲法制定を最優先とするSLORCは、1992年4月のタン・シュエ将軍の議長就任後、93年1月に新憲法策定のために制憲国民会議を招集、9月に国家の基本原則を公表した。このようなSLORCの動きにNLDは反発したが、SLORCはNLD所属の国民議会議員の逮捕や議員資格の剥奪などの処置で抵抗を封じ込めた。結果、95年11月、複数政党制、二院制議会、州の自治承認などについて審議する制憲国民会議が招集された際には、1990年の総選挙で選出された議員は会議出席者の約14％に減少し、他はSLORC選出の議員が占めていた。そのため、会議に反発的なNLDは、会議の進行が非民主的であることを理由に会議をボイコットし、1996年6月15日の党大会で独自の憲法草案を発表した。更には、国民議会選挙後に亡命した国民議会議員が、国民議会を代表するために、同年6月18日に国会議員連合（MPU）を結成した。（正式な設立は2000年10月。）これに対し、SLORCはアウン・サン・スー・チーの対話集会禁止などNLDへの弾圧を強化し、国家秩序の安定に対する自信から97年11月にSLORCを国家平和発展評議会（SPDC）に改組した。
NLDは何度も国民議会の開催をSPDCに申し入れたが、SPDCは応じる気配を見せなかった。そのため、1998年6月からNLDは国際社会の支援を背景とした民主化運動の盛り上がりを狙い、60日以内の国民議会開会を要求した後、1998年9月16日、独自に90年総選挙の選出議員10人から構成される国民議会代表者委員会（CRPP）を発足させ、1990年5月の総選挙で当選した議員の過半数の委任を正統性根拠にして、国民議会の「代行開催」に踏み切った。CRPPはヤンゴンで初会合を開き、SPDCが出す各種法令に正当性がないことを個別具体的に宣言し、独自の新憲法草案作成にも着手した。NLDは12月にキン・ニュンSPDC第1書記を犯罪行為で司法当局に訴えるなど、SPDCへの対決姿勢を強めたが、SPDCはこれに対し、300人以上のNLD幹部を拘束し、他にも99年1月の独立記念日におけるタン・シュエのNLD・アウン・サン・スー・チー非難など対抗措置を採った。
発足以来、NCGUBやMPU、CRPPはミャンマー民主化のための活動を海外で積極的に展開し、主に欧米諸国等から支持を得ることに成功した。一方、SPDCのタン・シュエ政権は欧米諸国から人権侵害や民主化運動の弾圧等を理由に経済制裁を受けることになったが、それでも民主化のための対話を進めなかった。その為、NCGUBとSPDCの関係は対立状態のまま膠着したが、2007年10月にテイン・セインが首相に就任すると事態は大きく進展した。テイン・セインの首相就任以降、SPDCは政治体制の改革を加速し、2008年5月10日及び同月24日には新憲法案についての国民投票を実施した。NCGUBは憲法案の中身や選挙の中立性等を理由として選挙に反対していたが、SPDCによる選挙の強行によって新憲法案は可決された。以降はSPDCによって民主化が一歩一歩と計られ、2010年には新憲法に基づき、両院制の連邦議会（下院の人民代表院と上院の民族代表院で構成）の民選議員を選出することになった。SPDCは選挙を「民主化へのロードマップ」と位置づけたが、NCGUBは選挙の公平・中立性が確保されていない事等を理由に反対・ボイコットの姿勢を示した。しかし、選挙は2010年11月17日に予定通り実施され、SPDCの流れを汲む連邦団結発展党（USDP）が第一党となった。
2011年になると、NCGUB を取り巻く環境は大きく変わった。同年1月31日に連邦議会が開幕し、3月30日にはSPDCの解散とテイン・セインの大統領就任によって、ミャンマーの軍事政権時代に幕が下りた。その後、テイン・セイン大統領は7月にアウン・サン・スー・チーと国家の発展のため協力し合うことで合意し、10月12日に政治犯を含む受刑者6359人を恩赦で釈放、11月4日に政党登録法の一部改正（服役囚に党員資格を与えないとした条項の削除）を承認する等、民主化に向けた取り組みを続けていった。これを受け、NCGUBを支持していたアメリカやEU諸国がミャンマーへの経済制裁を解除する方向へ動き始め、NCGUBの一角である国民民主連盟（NLD）も11月25日にミャンマー政府へ政党登録して現行憲法下で国政に参加することになった（詳細は英語版記事参照のこと）。その結果、「非民主的なミャンマー政府に対抗する」ことを目的としたNCGUBは存在意義を失い、ミャンマー本国での改革運動へ合流するため2012年9月14日をもって解散した。

## 政策活動と現状
NCGUB は、主要な活動目的として、
1. ミャンマーの政治体制の民主化
2. ミャンマーにおける人権の保護
3. ミャンマーにおける連邦政府の維持

を掲げ、これら3点の達成を念頭に置いた対内、対外活動を行っていた。NCGUBは対外的に、ミャンマー軍事政権（国家平和発展評議会政権）が現状のままで国権を担うことを思い留まらせるべく、国際社会からミャンマーに対する圧力や制裁、その他の形の行動を得るように取り組んできた。
具体的にNCGUBは、1990年の国民議会選挙後にミャンマーで生じた政治的問題、民主化運動の取り締まりや人権侵害を喚起するために、毎年行われる国際連合人権委員会でのミャンマーにおける人権状況の報告や、国際連合総会における軍事政権との政治和解を求める活動を行なってきた。そして、国連総会で決議された勧告を基礎として、NCGUBは各国政府や国際社会から、軍事政権との政治的会話とビルマの民主化をもたらす助けとなるための協働支援を集めていた。
一方、NCGUBは対内的に、軍事政権に対する政治的変化の要求と共に、軍事政権に対抗する少数民族の反政府勢力や国内の諸民主化組織の間で友好と団結の絆を強化するための働きかけを行ってきた。具体的にNCGUBは、「全国民の調和は未来のビルマ連邦の平和に欠くことができないものである」とする理念の下で、国民和解プログラム（National Reconciliation Program：NRP）を策定し、現在では民族紛争の解決と、民族内部・民族間での対話の推進に努めるとともに、各人が将来のミャンマーに対する展望や大望を表すことを奨励していた。
他にも、NCGUBは将来の民主化に対する準備計画として、「ビルマ基金」（The Burma Fund）などの共同組織を通じ、民主化運動の中での組織や個人の能力を築き上げる取り組みをしていた。また、民主化運動によって民主主義をもたらした他国の前例を活動の参考とし、将来のミャンマー政府指導者が政策の自己決定に際してその助けとなるような、民主化運動の比較研究や調査プロジェクトを実施していた。

## 政府の組織構成
ビルマ連邦国民連合政府（NCGUB）は、立法機関として国民議会代表者委員会を、行政機関として閣僚評議会を有していた。また、これらの機関とは別に、NCGUBを運営する亡命国民議会議員の組織「議会議員連合」が存在していた。なお、NCGUB は亡命ビルマ人コミュニティーで生ずる争議の審議を行っていないため、司法機関に相当する政府機関は現時点で設置されていなかった。

### 国民議会代表者委員会
国民議会代表者委員会（Committee Representing People's Parliament、CRPP）は、1990年5月27日実施の選挙で選出された国民議会の職務を代行するために、国民民主連盟（NLD）と4つの非ビルマ人少数民族政党によって、1998年9月16日にヤンゴンで独自に発足した立法機関である。CRPPは、90年選挙で当選した過半数の議員から受けた委任状を活動の正統性根拠にしており、当初は90年選挙で選出された議会当選議員10人によって構成されたことから、「10人委員会」と通称された。職務としては、現在の軍事政権が出す諸法令に正当性がないことの個別具体的な宣言、新憲法草案の作成などがあり、毎年報告書を作成して海外で配布していた。
なお、 CRPP は下記の18人で構成されていた。
CRPP 構成員
- 議長：アウン・シュエ（NLD）
- 書記官：Aye Tha Aung（NLD）
- 一般構成員：アウン・サン・スー・チー（NLD）、他15名

### 閣僚評議会
閣僚評議会（Council of Ministers）は、NCGUBの行政を執行する最高行政機関である。評議会は総理府と連邦事務局から構成されており、評議会の下に各種の委員会が設置されていた。評議会は首相が統括しており、形式的に議院内閣制を採用していた。
閣僚評議会
- 首相：セイン・ウィン
  - 総理府（Prime Minister's Office）：ボー・フラティン、Sann Aung、Tint Swe
  - 連邦事務局（Federal Affairs）：Khun Marko Ban

評議会下の委員会
- 民主主義発展委員会（Democracy Development Committee）：セイン・ウィン（兼任）
- 連邦事務委員会（Federal Affairs Committee）：Khun Marko Ban（兼任）
- 財務委員会（Finance Committee ）：ボー・フラティン（兼任）
- 情報委員会（Information Committee ）：Tint Swe（兼任）
- 戦略計画委員会（Strategic and Planning Committee）：セイン・ウィン（兼任）

### 議会議員連合
議会議員連合（Members of Parliament Union, MPU：「国会議員連合」とも言う）は、1990年5月27日の選挙で選出された国民議会議員達によって、1996年6月15日に結成された。彼らは亡命臨時政府（NCGUB）を組織し、ミャンマーにおける民主主義と人権を復活させる闘争を継続する使命を帯びて、ミャンマーから国外へ脱出した。その後、2000年10月4日にアイルランドのダブリンで開催された会議において、MPUの設立は正式なものとなった。MPUはNCGUB首相の選出に責任を負い、また、NCGUBの機関として、ミャンマーに対する国際的な認識を提起し、ミャンマーの民主化運動と、CRPP に関連する政治的団体、政党、CRPP構成員、NCGUBの議会制度に対する全般的な支援を得ることを、主要活動の焦点としていた。
なお、MPUは下記の24人で構成されていた。
MPU 構成員
- セイン・ウィン、Khun Teddy Buri、U Peter Limbin、Daw San San、Myo Win、Sann Aung
- Tint Swe、Za Hlei Thang、Duwa Zau Awng、Khun Manko Ban、ボー・フラティン、U Bo Thaung
- 他12名